# Cascata delle Marmore
La cascata delle Marmore è la più alta cascata artificiale d'Europa e tra le più alte del mondo, potendo contare su un dislivello complessivo di 165 m suddiviso in tre salti. A flusso controllato, è formata dal Velino e dal Nera, affluenti del Tevere, si trova a Terni nella regione Umbria (a circa 7 km dal centro cittadino), quasi allo sbocco della Valnerina. Fa parte del parco fluviale del Nera.
Il nome deriva dalla frazione in cui si trova, appunto Marmore.

## Descrizione
Nei pressi della frazione di Marmore, il Velino defluisce dal lago di Piediluco e si tuffa nella sottostante gola del Nera formando le cascate.
L'acqua della cascata delle Marmore è utilizzata per la produzione di energia idroelettrica. Normalmente solo una parte dell'acqua del fiume Velino (portata media 50 m³/s) viene deviata verso la cascata (circa il 30%, equivalenti a circa 15 m³/s). La cascata non è dunque sempre aperta a pieno regime. Quando è aperta a flusso minimo, la cascata scopre le rocce e la vegetazione sottostante.
Un segnale acustico avvisa dell'apertura delle paratoie di regolazione, e in pochi minuti la portata aumenta fino a donarle l'aspetto conosciuto. L'accesso al parco è possibile dal basso (belvedere inferiore) e dall'alto (belvedere superiore) con pagamento di un biglietto. Diversi sentieri percorrono il parco ed è possibile andare a piedi tra i due belvedere, sia in salita che in discesa.
Di notte la cascata è sempre illuminata da un evoluto impianto a led di ultima generazione, che garantisce un fascio di luce e un'illuminazione uniforme.

### La flora e la fauna in corrispondenza delle cascate
La flora e la fauna in corrispondenza delle cascate è tipica della macchia mediterranea.
La cascata si contraddistingue per la straordinaria ricchezza biologica. Numerosi sono i vegetali che appartengono sia a forme primitive (alghe azzurre e verdi, muschi, epatiche e licheni), sia a organismi evoluti come i macromiceti; le piante vascolari acquatiche e quelle terrestri (felci e piante con fiori). 
A queste presenze botaniche vanno aggiunte le numerose specie zoologiche appartenenti a insetti, anfibi, pesci, rettili, uccelli e piccoli mammiferi.
L'importanza di questa biodiversità è testimoniata dal fatto che l'area del parco della Cascata delle Marmore è stata riconosciuta a livello europeo come SIC (SIC) e Zona di protezione speciale (ZPS) della Rete Ecologica Europea Natura 2000.
Sono presenti specie di uccelli rari o addirittura unici in Italia. 
Alcuni esempi: Il Merlo acquaiolo e la Ballerina gialla che si alimentano lungo le sponde e nel letto del Nera; il variopinto Martin pescatore che si può osservare durante le migrazioni invernali; la Rondine montana e il Passero solitario che nidificano nelle nude pareti rocciose e la Ballerina bianca che costruisce il nido di fango sotto i tetti delle case prossime alla cascata; l'Usignolo che abita la vegetazione igrofila; la Gallinella d'acqua e il Germano reale.
La cascata delle Marmore è inserita nella rete dei Centri di Educazione Ambientale (CEA) della Regione Umbria.

### Grotte
L'acqua, con il passare dei secoli, ha scavato grotte con stalattiti e stalagmiti nel travertino. Alcune grotte sono visitabili e rappresentano un aspetto ancora poco conosciuto della cascata delle Marmore.

### Parco della Cascata
L'area della Cascata delle Marmore è attrezzata con sentieri di visita, Centro di Educazione Ambientale e servizi. È possibile svolgere visite guidate e attività all'aperto gestite da personale qualificato. L'accesso all'area è a pagamento e l'apertura del Parco avviene a orari variabili a seconda della stagione.

### Accessibilità
Il belvedere inferiore si trova lungo la strada statale 209 Valnerina ed è collegato alla viabilità autostradale dallo svincolo "Valnerina" della superstrada Rieti-Terni. È servito da una fermata autobus dove transitano varie autolinee che lo collegano alla stazione ferroviaria di Terni: la linea urbana diretta 7/ Terni-Cascata, la linea urbana 7 Terni-Torre Orsina, e la linea extraurbana 621 diretta ad Arrone, Ferentillo, Montefranco, Scheggino.
Il belvedere superiore è invece raggiungibile tramite lo svincolo "Marmore" della superstrada Rieti-Terni; è servito da trasporto pubblico con la piccola stazione di Marmore, posta lungo la ferrovia secondaria Terni-L'Aquila, e con una fermata degli autobus dove transita la linea extraurbana 624 Terni-Colli sul Velino.

## Storia

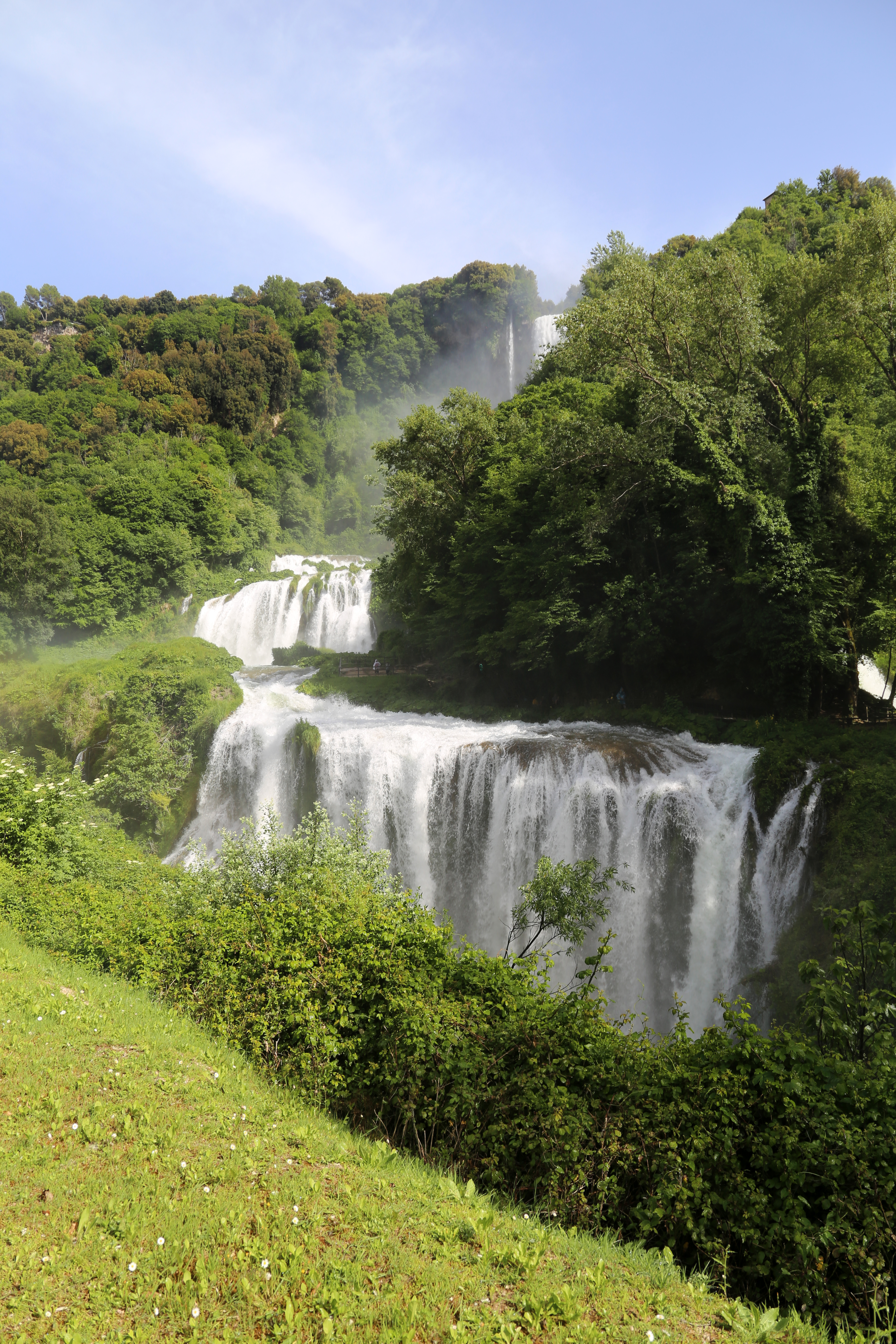
Veduta

Il fiume Velino percorre gran parte dell'altopiano che circonda Rieti (conca velina o reatina), trasportando sedimenti più a valle ha formato naturalmente una barriera, per deposito chimico fisico dell'acqua; questa particolare configurazione geologica ha contribuito, nel corso delle ere geologiche, alla formazione del dislivello tra conca ternana e conca reatina, che erano alla stessa quota, favorendo la formazione del lago Velino noto come Lacus Velinus. Nel 271 a.C., il console romano Manio Curio Dentato ordinò la costruzione di un canale (il Cavo Curiano) per far defluire le acque stagnanti in direzione del salto naturale di Marmore: da lì, l'acqua precipitava direttamente nel fiume Nera, affluente del Tevere.
Tuttavia, la soluzione di questo problema ne creava un altro: in concomitanza delle piene del Velino, l'enorme quantità d'acqua trasportata dal Nera minacciava direttamente il centro abitato di Terni. Questo fu motivo di contenzioso tra le due città, tanto che nel 54 a.C. fu imbastita una causa di fronte al console Appio Claudio Pulcro e a dieci legati, e Cicerone venne chiamato dai Reatini a perorare la loro causa.
Con la caduta dell'Impero romano d'Occidente ebbe fine la manutenzione del canale, il che portò a una diminuzione del deflusso delle acque e a un progressivo impaludamento della Piana Reatina. Dopo varie peripezie, nel 1422 un nuovo canale venne costruito per ripristinare l'originaria portata del fiume (Cavo Reatino o Cavo Gregoriano, per via dell'intervento di Gregorio XII).
Papa Paolo III, nel 1545, diede mandato ad Antonio da Sangallo il Giovane di aprire un altro canale, la Cava Paolina, che però riuscì ad assolvere il proprio compito solo per 50 anni.
Si pensò allora di ampliare la Cava Curiana e di costruire un ponte regolatore, una sorta di valvola che avrebbe permesso di regolare il deflusso delle acque. Quest'opera fu inaugurata nel 1598 da Papa Clemente VIII, che aveva affidato l'incarico progettuale a Giovanni Fontana, fratello di Domenico; il canale prese il nome di Cava Clementina.
Nei due secoli seguenti, l'opera creò non pochi problemi alla piana sottostante, ostacolando il corretto deflusso del Nera e provocando l'allagamento delle campagne circostanti. Per ordine di Papa Pio VI, nel 1787, l'architetto Andrea Vici operò direttamente sui balzi della cascata, dandole l'aspetto attuale e risolvendo finalmente la maggior parte dei problemi.
Nel XIX secolo le acque della cascata cominciarono a essere utilizzate per la loro forza motrice: nel 1896, le neonate Acciaierie di Terni alimentavano i loro meccanismi sfruttando 2 m³ d'acqua del Cavo Curiano. Negli anni successivi, la cascata cominciò a essere sfruttata intensamente per la produzione di energia idroelettrica.
Una vista panoramica della cascata si può ammirare dal borgo medievale di Torreorsina, unico paese della Valnerina che si affaccia direttamente su di essa. Fra il 1901 e il 1960 tale località era raggiungibile mediante la tranvia Terni-Ferentillo, un'infrastruttura nata per agevolare il trasporto delle merci e delle persone lungo la valle della Nera che risultò determinante ai tempi dell'industrializzazione della stessa.

### La leggenda

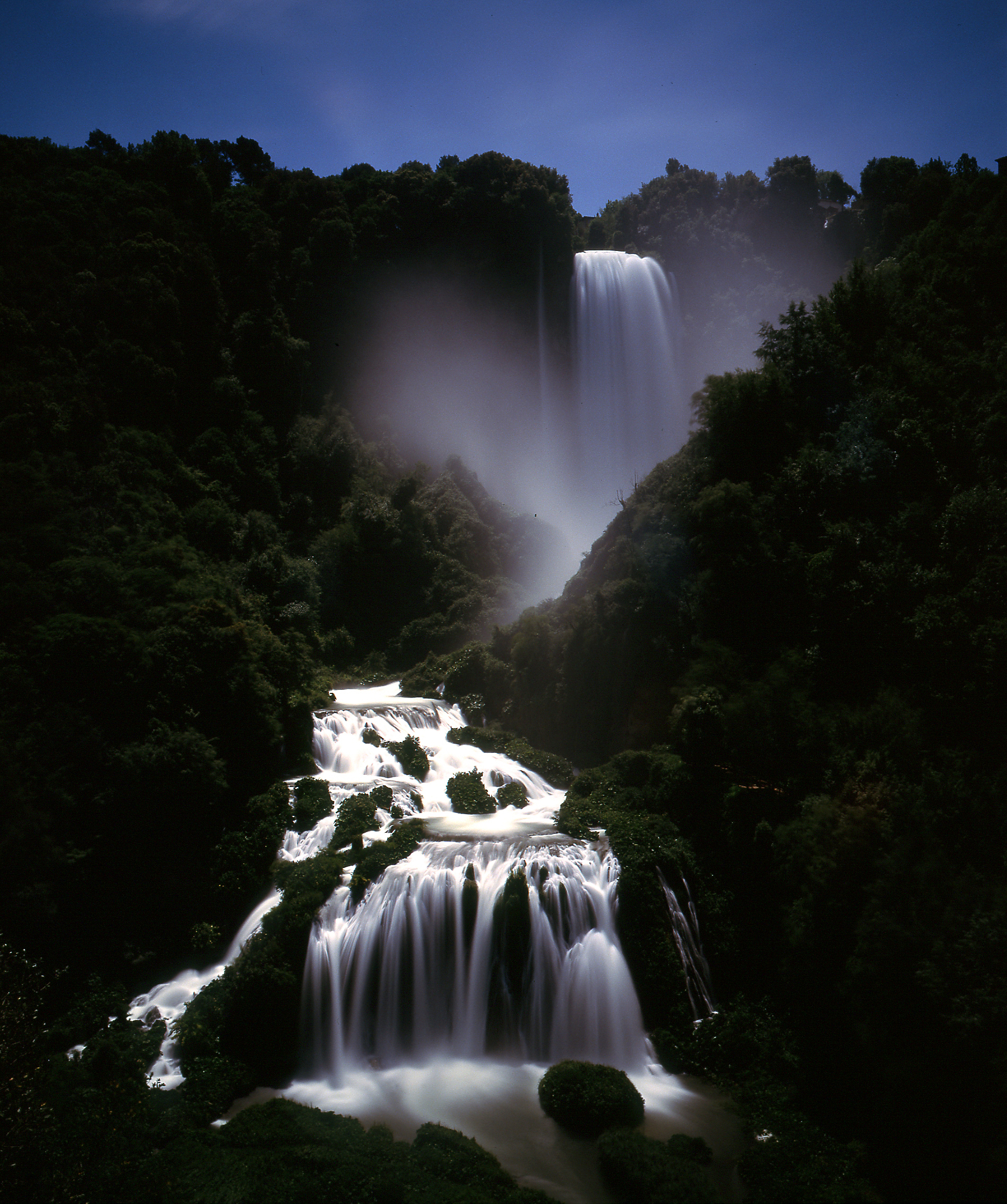
La cascata vista da Pennarossa

Sulle origini della cascata esiste una leggenda raccontata dallo Gnefro, una creatura leggendaria della cultura popolare della Valnerina che vive nei pressi delle Marmore, del lago di Piediluco e lungo il fiume Nera tra la cascata stessa e la fine della Valnerina.
La leggenda narra che c’era una volta una creatura fatata bellissima, una ninfa di nome Nera, figlia del dio Appennino, che un giorno si innamorò del giovane pastore Velino, trasgredendo le regole che non consentivano l'amore con gli esseri umani.
Un giorno durante un banchetto la dea Giunone venne a conoscenza di questo amore profano e per questo decise che Nera avrebbe meritato una punizione. Giunone portò Nera in cima al Monte Vettore e la trasformo in un fiume, che prese il suo nome. Nera era talmente disperata che iniziò a scorrere come un fiume in lacrime, arrivando fino al punto in cui aveva incontrato il suo amato Velino la prima volta.
Velino intanto, non sapendo nulla di quanto fosse accaduto e non trovando più la sua amata iniziò a chiedere in giro se qualcuno aveva visto Nera, non ricevendo però alcuna risposta, poco dopo una sibilla gli svelò tutta la verità e Velino scoprì ciò che era accaduto alla sua amata. Il pastore disperato si gettò dalla rupe per tuffarsi nel fiume, così da potersi ricongiungere con la sua amata Nera. Giove assistendo alla scena decise di trasformare Velino in un'acqua, così da salvarlo e per permettergli di ricongiungersi con Nera per l’eternità.

## Visitatori illustri
Le opere ingegneristiche e la natura che la circonda hanno sempre richiamato un gran numero di turisti e visitatori, tanto da spingere alla creazione di luoghi di osservazione sicuri e stabili (la Specola in alto, piazzale Byron in basso, vari Belvedere). Fra di loro, è possibile citare tante illustri personalità: Plinio, Cicerone, Fazio degli Uberti, un gran numero di papi, Galileo Galilei, Vittorio Alfieri, Ferdinando II delle Due Sicilie, la Regina Madre di Napoli, Salvator Rosa, Corot, William Turner, Gioachino Belli, Lord Byron e tanti altri. La cascata, nel XVIII e XIX secolo, rappresentava molto spesso una giornata di visita del Grand Tour verso Roma.
(Lord Byron)

## Nella pittura

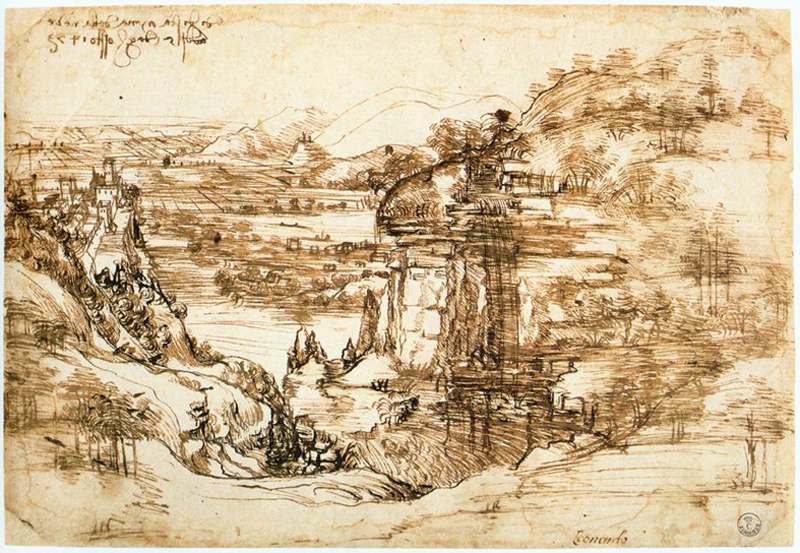
Paesaggio con fiume, disegno Leonardo da Vinci

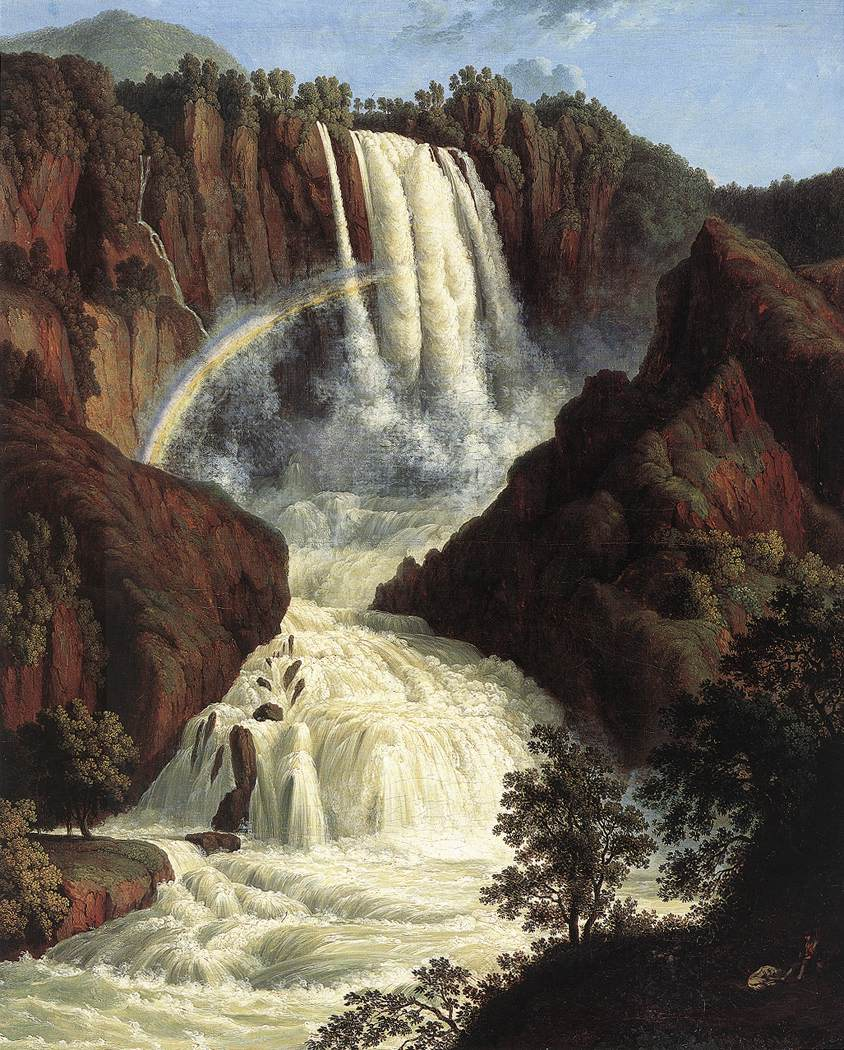
La cascata in un dipinto di Jakob Philipp Hackert

Tra il Settecento e l'Ottocento la Valnerina, la cascata delle Marmore e Narni sono mete predilette per quelli che verranno definiti "Plenaristi", pittori en plen air, che rimasero affascinati dalla bellezza di quei luoghi. Le loro opere sono conservate sia presso privati che in diversi musei europei.
Grazie agli studi dello storico dell'arte Luca Tomìo il celebre disegno leonardesco Paesaggio con fiume, conservato al Gabinetto dei Disegni e delle Stampe degli Uffizi di Firenze, è identificabile come rappresentazione della Cascata delle Marmore, del paese di Papigno e della vallata ternana. Tale ipotesi non è tuttavia condivisa da tutta la comunità scientifica in quanto mancano prove documentarie che attestino la presenza di Leonardo da Vinci a Terni. In particolare, Francesco Scoppola, successivamente alla pubblicazione di un articolo on line nel quale si citava la scoperta di Luca Tomìo, scrisse su L’osservatore Romano un articolo intitolato "È l’Umbria, non la Toscana”.
Lo stesso Scoppola poi, a maggio 2017, osservava: «Mi sembra inevitabile riconoscere che Leonardo da Vinci abbia visitato questi luoghi» aggiungendo «I paesaggi dell’Umbria, di Narni, di Amelia, della Cascata delle Marmore, sono paesaggi che si possono definire ‘leonardeschi’, ma dire con certezza che nei suoi disegni ci sia questo o quel luogo, mi sembra più difficile», mentre Luca Tomìo ha ribadito nello stesso articolo la sua tesi affermando con certezza che «i dati oggettivi di confronto sono inoppugnabili».

## La cascata nel cinema, arti, sport
- Il soprano italiano Gina Palmucci, nata a Terni nel 1891, scelse il nome d'arte di Nera Marmora perché particolarmente amante del suo territorio.
- In alcune scene del peplum La vendetta di Ercole del 1960 del regista Cottafavi è chiaramente identificabile la Cascata delle Marmore.
- La cascata è presente nel film Intervista di Federico Fellini del 1987.
- La sindrome di Stendhal film del 1996 di Dario Argento con Asia Argento è stato in parte girato presso le grotte ed i sentieri della cascata.
- La cascata è apparsa in una scena della fiction di Don Matteo nell'episodio Stato di ebbrezza
- Nel 2005 vi sono state girate alcune scene del film con protagonisti Costantino Vitagliano e Daniele Interrante Troppo belli.
- Ad ottobre 2007 l'illusionista Antonio Casanova vi ha creato un suggestivo spettacolo di escapologia alla presenza di un folto pubblico ed è stato trasmesso da Striscia la notizia.
- Nel 2011 il violinista Uto Ughi vi ha tenuto un concerto con l'orchestra "I Filarmonici di Roma", poi trasmesso da Rai Storia.
- Nel 2011, per il 150º anniversario dell'Unità d'Italia, i tre salti della cascata sono stati illuminati ognuno con un colore della bandiera italiana.
- Nel 2012 Simone Cristicchi vi ha tenuto il primo concerto "Tributo a Sergio Endrigo", ripetuto poi nel 2015 da Francesca Michielin nella quarta edizione.
- Nella disciplina di tiro con l'arco la cascata ha ospitato nel 2013 i Campionati europei di tiro di campagna e nel 2015 i Campionati Mondiali di Tiro 3D.
- Da qualche anno la cascata e la bassa Valnerina e la media valle del Tevere sono attraversate dalla manifestazione di cicloturismo Grand Tour Rando.
- Nel 2015 l'artista Igor Borozan ha esposto nel parco della cascata la sua "camicia" di sette metri. Opera inedita dedicata allo scienziato Nikola Tesla.

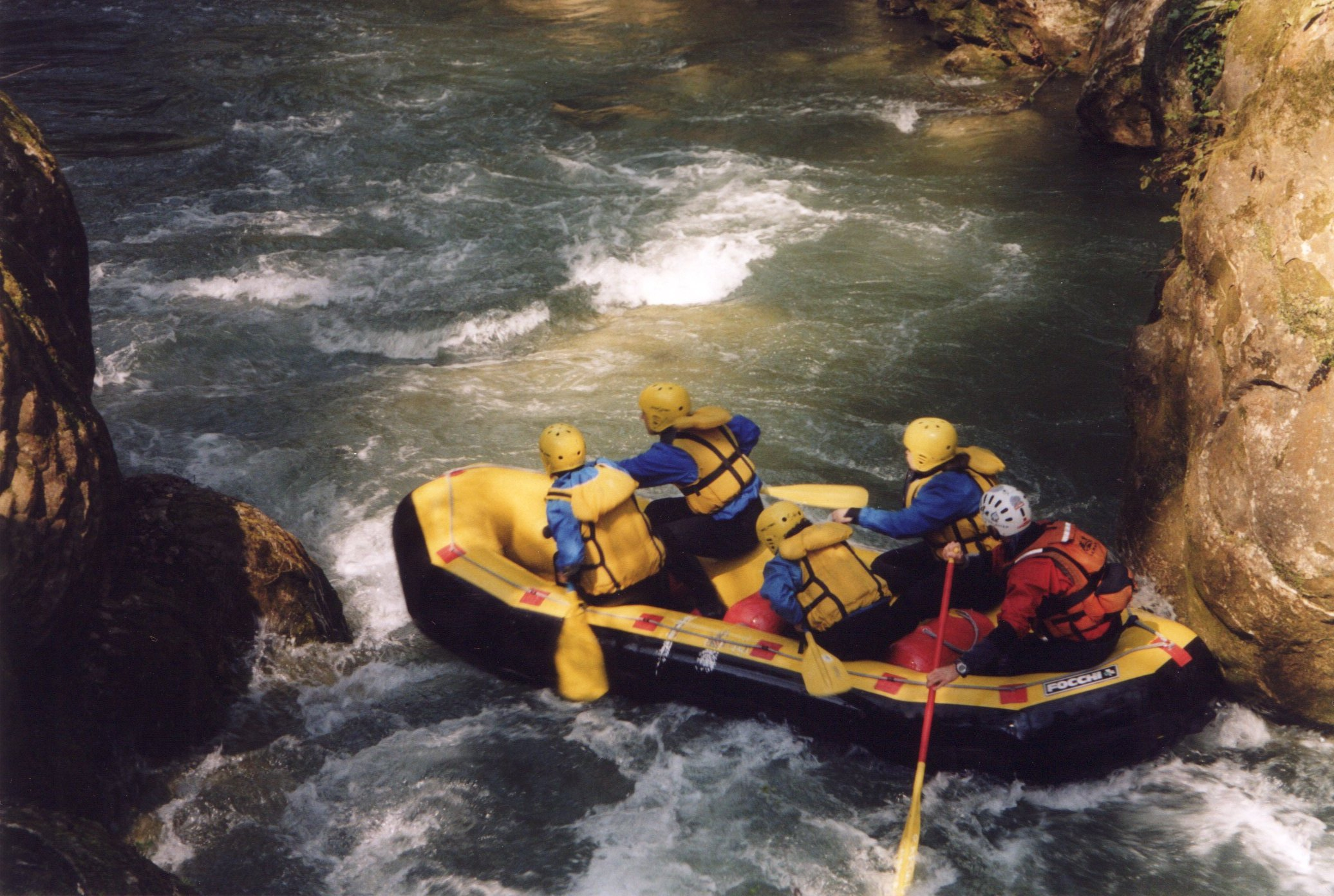
Rafting lungo il Nera, presso la cascata

- Il canoista Giovanni De Gennaro, vincitore, tra l'altro, del primo Marmore River Fest (2015), ha rappresentato l'Italia alle Olimpiadi di Rio specialità canoa K1.
- A novembre 2015, Gianna Nannini ha girato alla cascata delle Marmore il video della canzone Tears (uno dei quattro inediti dell'album Hitstory)[14].
- Nel 2017 l'ex tuffatrice italiana Tania Cagnotto è stata protagonista di uno spot in parte girato alla Cascata delle Marmore per la promozione del turismo in Umbria.
- Ad ottobre 2017 la cascata appariva nel programma RAI "Soliti ignoti - Il Ritorno" grazie alla partecipazione di una guida turistica della gestione come personaggio da indovinare.
- La cascata ha fatto da sfondo ad una prova in esterna nella dodicesima edizione di MasterChef. La puntata è andata in onda il 19 gennaio 2023.
- Nel mese di ottobre si corre la tradizionale podistica competitiva e no "Circuito dell'Acciaio", giunta alla 42ª edizione. Toccherà come di consueto il parco della cascata.
- Vi sono state girate alcune scene della serie TV "Domina", andata in onda sui canali Sky nel 2023.

## Bibliografia

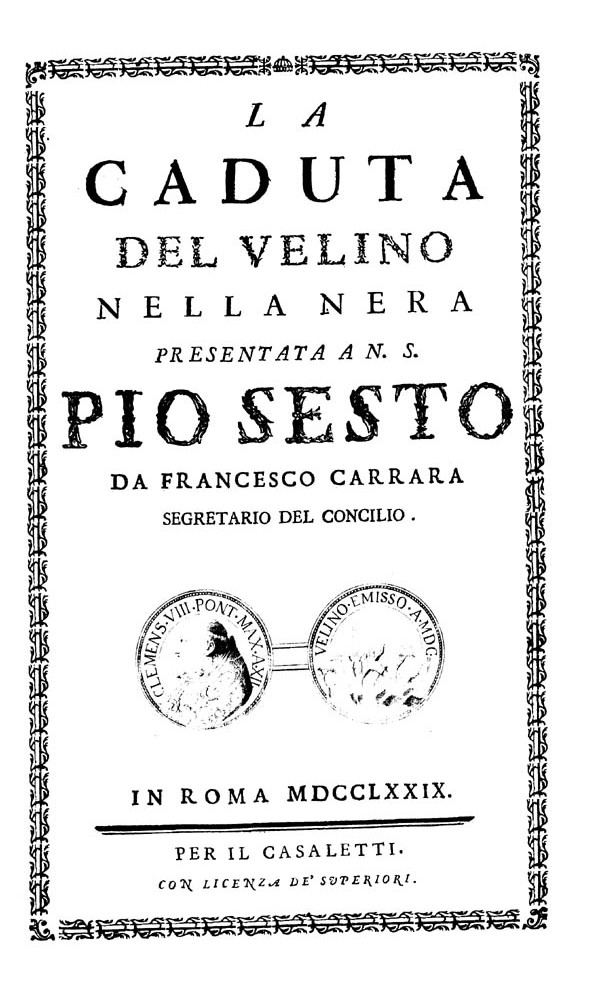
Francesco Carrara, La caduta del Velino nella Nera, 1779